# Auguste Duvivier

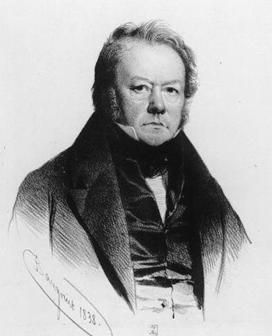
Auguste Duvivier (1838)

Auguste Joseph Duvivier (* 12. Dezember 1772 in Mons, Hennegau, Belgien; † 1. Juli 1846 in Brüssel) war ein belgischer liberaler Politiker.

## Biografie
Nach dem Schulbesuch studierte er Medizin an der Universität Löwen und bildete sich nach seiner Zulassung als Arzt in Paris weiter fort. Anschließend nahm er jedoch keine Tätigkeit als Arzt auf, sondern wurde 1798 Lehrer für Naturgeschichte an der Zentralschule des Département Jemappes. Nach einiger Zeit wechselte er in die Finanzverwaltung als Finanzinspektor und wurde 1811 zum Generalinspekteur der Finanzverwaltung der Départements Jemappes, Lys, Deux-Nèthes sowie Escaut, die im heutigen Belgien liegen.
Nach dem Ende des Ersten Französischen Kaiserreichs 1814 erfolgte seine Ernennung zum Chefsteuereintreiber von Kortrijk sowie 1827 zum Direktor für direkte Steuern in der Provinz Brabant.
Durch die vorläufige Regierung wurde er zunächst zum Finanzadministrator benannt und dann vom 30. Mai bis zum 24. Juli 1831 zum kommissarischen Finanzminister in der Regierung von Premierminister Erasme Louis Surlet de Chokier.
Danach wurde er 1831 erstmals zum Mitglied der Abgeordnetenkammer gewählt und vertrat dort bis zu seinem Tod das Arrondissement de Soignies. Daneben war er zwischen 1831 und 1846 auch Bürgermeister von Mesvin, einem heutigen Stadtteil von Mons.
Zwischen 1832 und 1834 war er auch Finanzminister im Kabinett von Premierminister Charles Rogier.
Nach seinem Ausscheiden aus der Regierung wurde er am 8. August 1834 mit dem Ehrentitel Staatsminister gewürdigt.
| Personendaten    | Personendaten            |
| ---------------- | ------------------------ |
| NAME             | Duvivier, Auguste        |
| ALTERNATIVNAMEN  | Duvivier, Auguste Joseph |
| KURZBESCHREIBUNG | belgischer Politiker     |
| GEBURTSDATUM     | 12. Dezember 1772        |
| GEBURTSORT       | Mons, Hennegau, Belgien  |
| STERBEDATUM      | 1. Juli 1846             |
| STERBEORT        | Brüssel                  |